# Жигач, Кузьма Фомич
Кузьма Фомич Жигач (30 октября 1906 года, город Петербург — 7 мая 1964 года, Москва) — директор Московского нефтяного института (МНИ) с 1954 по 1958 гг., ректор Московского института нефтехимической и газовой промышленности (МИНХ и ГП) имени И. М. Губкина с 1958 по 1962 гг.

## Биография
Родился в Петербурге в семье рабочих. Трудовую деятельность начал в 1920 г. как колхозник в одном из колхозов и чернорабочий лесопильного завода в Псковской губернии. В 1923 – 1925 гг. работал в Москве на заводе «Гознак» наладчиком оборудования, окончил вечерний рабфак им. 1-го Мая.
- В 1930 году окончил Московский химико-технологический институт им. Д. И. Менделеева[2].

Профессор Сапожников А.В. руководивший его научной работой дал следующую характеристику:

«В Аспирантскую Квалификационную Комиссию Московского Технологического Института имени Менделеева
Аспирант института К.Ф. Жигач работал под моим руководством в качестве научного сотрудника в лаборатории ОВХП Технического Отдела ЭКУ ОГПУ с 1 октября 1932 г. по настоящее время на тему «Желатинизация коллодионного [так!] хлопка нитроглицерином в чистом состоянии и в смесях».
При выполнении этой работы К.Ф. Жигач обнаружил обстоятельное знакомство с основами коллоидной химии и физической химии вообще, а также умение справляться с обширным литературным материалом, что нашло достаточно яркое отражение в литературной части нашей совместной работы, которая составлена им совершенно самостоятельно. <...>
Профессор А.В. Сапожников.
Верно – подпись, печать МХТИ им. Д.И. Менделеева
июль 1933 г., г. Шлиссельбург»
— фондов Российского государственного архива экономики)
- 1933—1935 декан химического факультета и заместитель директора по учебной части Московской промышленной академии
- 1933—1945 доцент МХТИ, старший научный сотрудник Коллоидно-электрохимического института АН СССР, помощник уполномоченного Государственного комитета обороны СССР
- 1945—1949 начальник отдела научно-исследовательских работ Всесоюзного комитета по делам высшей школы
- 1949—1951 начальник Главного управления университетов СССР и член Коллегии Министерства высшего образования
- 1945—1953 научный руководитель лаборатории глинистых растворов ВНИИбурнефти
- 1943—1964 заведующий кафедрой общей и аналитической химии Московского нефтяного института им. И. М. Губкина
- 1954—1962 ректор МНИ — МИНХ и ГП им. И. М. Губкина.

## Научно-производственные и общественные достижения
Создатель нового направления технической химии — нефтепромысловой химии . Научный руководитель лаборатории по разработке и внедрению в практику ряда реагентов, стабилизирующих глинистые растворы и промывочные жидкости, применяющиеся при бурении скважин, в том числе сверхглубоких. Организатор строительства новых учебных зданий для МНИ им. И. М. Губкина и их обустройства для учебной и научной работы в период 1956—1962 гг., что расширило возможности развития института и превращения его в базовый вуз нефтегазовой отрасли. Инициатор и организатор создания сети учебно-консультационных пунктов (УКП) и вечерних факультетов МИНХ и ГП им. И. М. Губкина в ряде крупных нефтедобывающих районах страны. Автор более 200 научных трудов, в том числе монографий:
- 1944 «Понизители твердости пород в бурении» (соавторы П. А. Ребиндер и Л. А. Шрейнер),
- 1958 «Рецептура растворов на нефтяной основе» и др.

Начальник научно-исследовательских работ Всесоюзного комитета по делам высшей школы МВО (1945—1949); учёный секретарь комитета по Сталинским премиям при Совмине СССР (1945—1951); начальник Главного управления университетов СССР и член коллегии МВО (1949—1951).

## Ученые степени и звания
- 1933 кандидат химических наук
- 1942 доктор химических наук
- 1945 профессор

## Награды
- орден Ленина
- орден Красной Звезды,
- орден «Знак Почета» (1944),
- медали СССР.